# 델리키트쥐
델리키트쥐(Mus tenellus)는 쥐과 생쥐속에 속하는 설치류의 일종이다. 에티오피아와 케냐, 소말리아, 수단, 탄자니아에서 발견되며 에리트레아에서도 서식하는 것으로 추정된다. 자연 서식지는 건조 사바나 지역이다.

## 특징
꼬리 길이 34~43mm를 제외한 몸길이가 44~62mm인 작은 설치류로 발 길이는 12~14mm이고 귀 길이는 8~10mm이다. 등 쪽 털은 모래색을 띠는 반면에 배 쪽은 희다.

## 생태
땅 위에서 주로 생활하는 육상성 동물이다. 한 번에 3~4마리의 새끼를 낳는다.

## 분포 및 서식지
에티오피아 서부와 중부, 수단 동남부, 케냐 북부에 널리 분포한다. 해발 최대 2,00m의 건조 사바나 지역에서 서식한다.